# 党广锁
党广锁(1969年3月-)，男，汉族，河南南阳人。1992年4月加入中共，1993年7月参加工作，全日制大学学历、法学学士，在职法律硕士。现任黑龙江省高级人民法院院长。

## 简历
1993年毕业于西北政法学院法律系行政法学专业，后进入陕西省人民检察院民事行政检察处工作。1999年至2002年在职取得西北政法学院法律硕士。
2013年任陕西省人民检察院办公室主任、检察员；2014年任陕西省人民检察院西安铁路运输分院副检察长；2015至2018年，历任陕西省人民检察院西安铁路运输分院党组副书记、副检察长，党组书记、检察长；
2018年10月，任陕西省人民检察院党组副书记、副检察长；
2023年1月，任黑龙江省高级人民法院院长。